# Selman Abraham Waksman
Selman Abraham Waksman (Nowa Pryluka, 2 luglio 1888 – Woods Hole, 16 agosto 1973) è stato un biologo e microbiologo ucraino naturalizzato statunitense, Premio Nobel per la medicina nel 1952.

## Biografia
Nato in una famiglia ebreo-ucraina, emigrò negli Stati Uniti nel 1910. Laureatosi nel 1915 in agraria e successivamente, nel 1918, in scienze biologiche, si specializzò in pedologia e microbiologia del suolo presso l'Università di Berkeley, in California.
Trasferitosi come ricercatore presso la Rutgers University in New Jersey, incentrò i suoi studi sulla ricerca di nuovi antibiotici, pervenendo alla scoperta dell'actinomicina, della clavicina, della streptotricina, della streptomicina, della griseina, della neomicina e di altre sostanze.
Per queste scoperte venne insignito del Premio Nobel per la medicina nel 1952.